# Bruno Leonardo Gelber
Ne doit pas être confondu avec Yoav Gelber.
Bruno Leonardo Gelber (Buenos Aires, 19 mars 1941) est un pianiste argentin d'origine franco-italo-autrichienne.

## Biographie
Bruno Leonardo Gelber naît dans une famille de musiciens : sa mère est pianiste et son père, altiste au sein de l'orchestre du Théâtre Colón. Il est initié à l'instrument dès ses trois ans par sa mère. Dès 1946, à l’âge de six ans, il est l'élève de Vincenzo Scaramuzza (le professeur de Martha Argerich et Daniel Barenboim), mais en 1948, la poliomyélite l'oblige à interrompre ses études pendant une année. Il se produit cependant en 1949 à la radio dans son premier récital. Il se produit dans son pays un peu partout, notamment sous la direction de Lorin Maazel en 1956 au Théâtre Colón, dans le Concerto de Schumann, tout en poursuivant parallèlement ses études générales. En 1960, il obtint une bourse d'études du gouvernement français pour étudier à Paris pendant trois ans. Il devient le dernier élève et le favori de Marguerite Long. L'année suivante, il se présente au Concours international Marguerite-Long-Jacques-Thibaud, remportant le 3e prix. Les remous provoqués par cette troisième place ont pour conséquence de lancer sa carrière professionnelle.
Il habite Monte-Carlo.

## Discographie
Bruno Leonardo Gelber a enregistré notamment pour EMI/Warner et Denon. Il a été distingué par un Grand prix du Disque de l’Académie Charles-Cros et par les magazines spécialisés tels que Diapason, Le Monde de la musique et Gramophone.
Gelber a enregistré notamment, une quasi-intégrale des Sonates de Beethoven (Denon), ainsi qu'une version légendaire du Carnaval de Robert Schumann. Ses compositeurs de prédilection sont parmi le répertoire classique et romantique, Beethoven et Brahms. Il a aussi enregistré Sergueï Rachmaninov.
- Les rarissimes de Bruno Leonardo Gelber : Beethoven, Schumann (2CD EMI) (OCLC 658906628)

## Biographie
- Alain Pâris (dir.), Dictionnaire des interprètes et de l'interprétation musicale au XXe siècle, Paris, Laffont, coll. « Bouquins », 2015 (réimpr. 1985, 1989, 1995, 2004), 5e éd. (1re éd. 1982), 1278 p. (ISBN 978-2-221-08064-1 et 2-221-08064-5, OCLC 901287624, lire en ligne), p. 325.